# Luthern
Luthern är en ort och kommun i distriktet Willisau i kantonen Luzern, Schweiz. Kommunen har 1 265 invånare (2023).
I kommunen finns även byarna Hofstatt och Luthern Bad.